# Garum

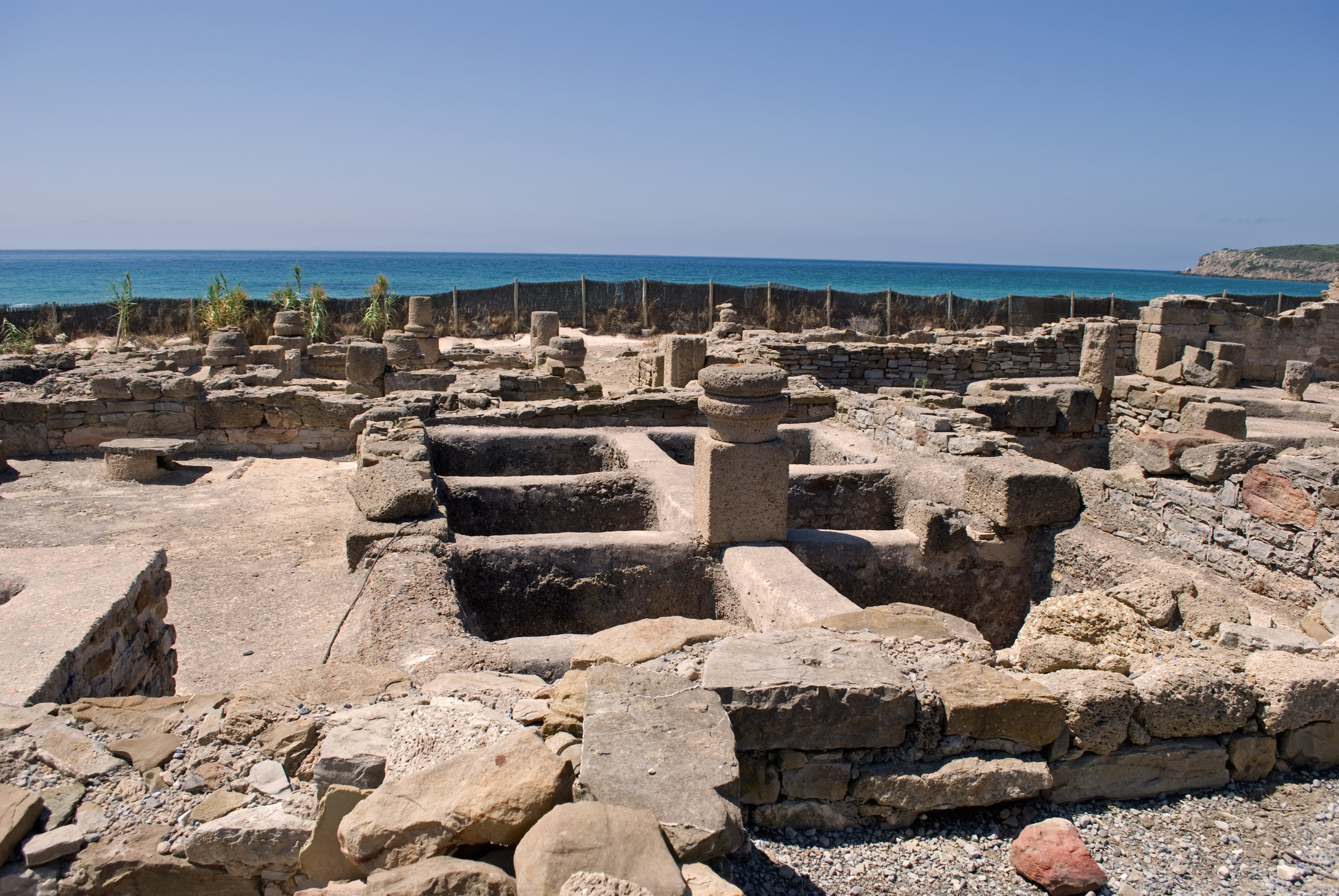
Antike Garum-Fabrik in Baelo Claudia im heutigen Spanien

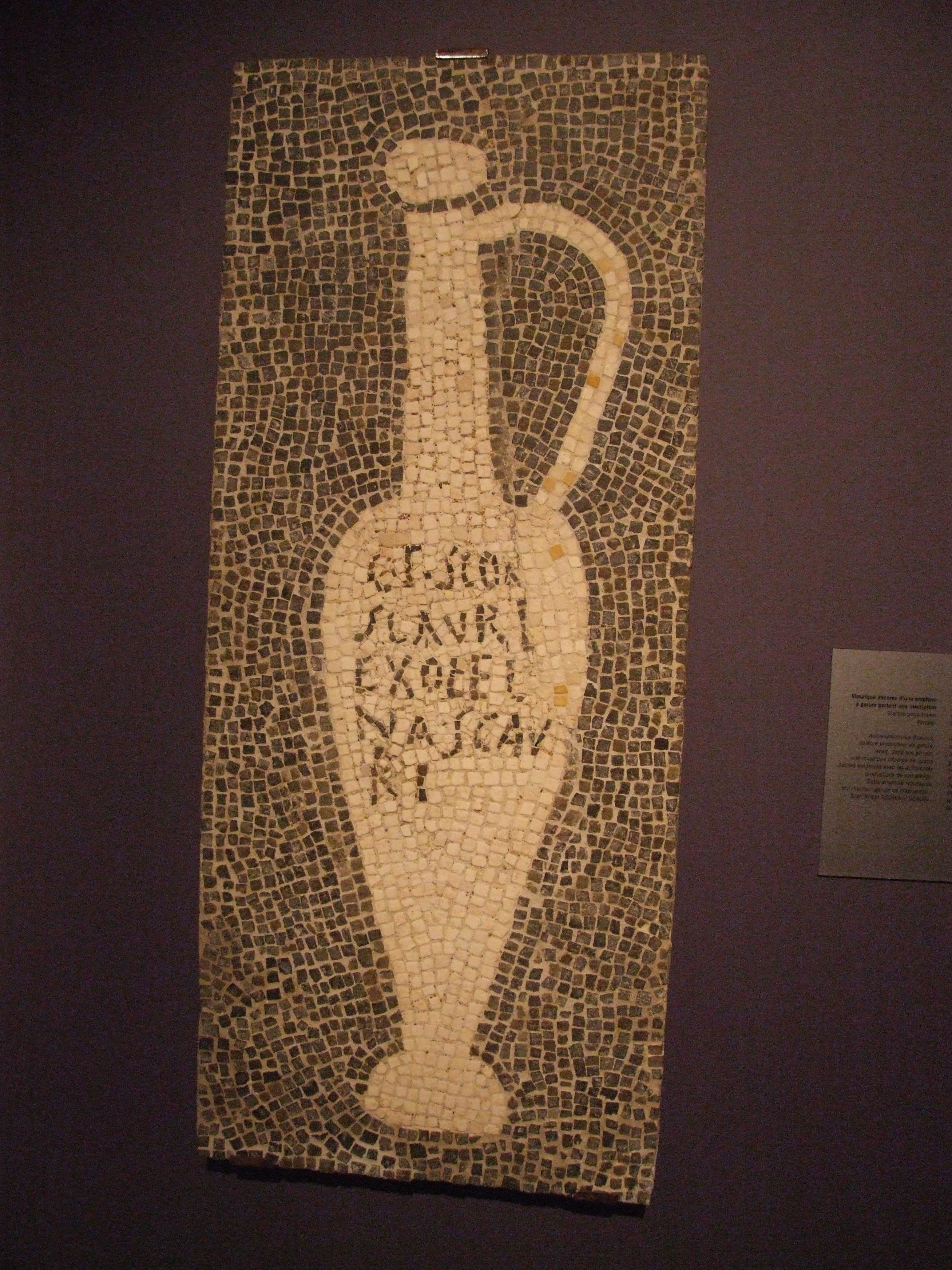
Eines von vier Mosaiken, die die Ecken des Atriums der Villa des berühmten Garum-Produzenten Aulus Umbricius Scaurus in Pompeji schmückten. Der hier gezeigte Krug (urceus) stand für die beste der vier Sorten, die Makrelentunke: G(ari) F(los) SCOM(bri) SCAURI

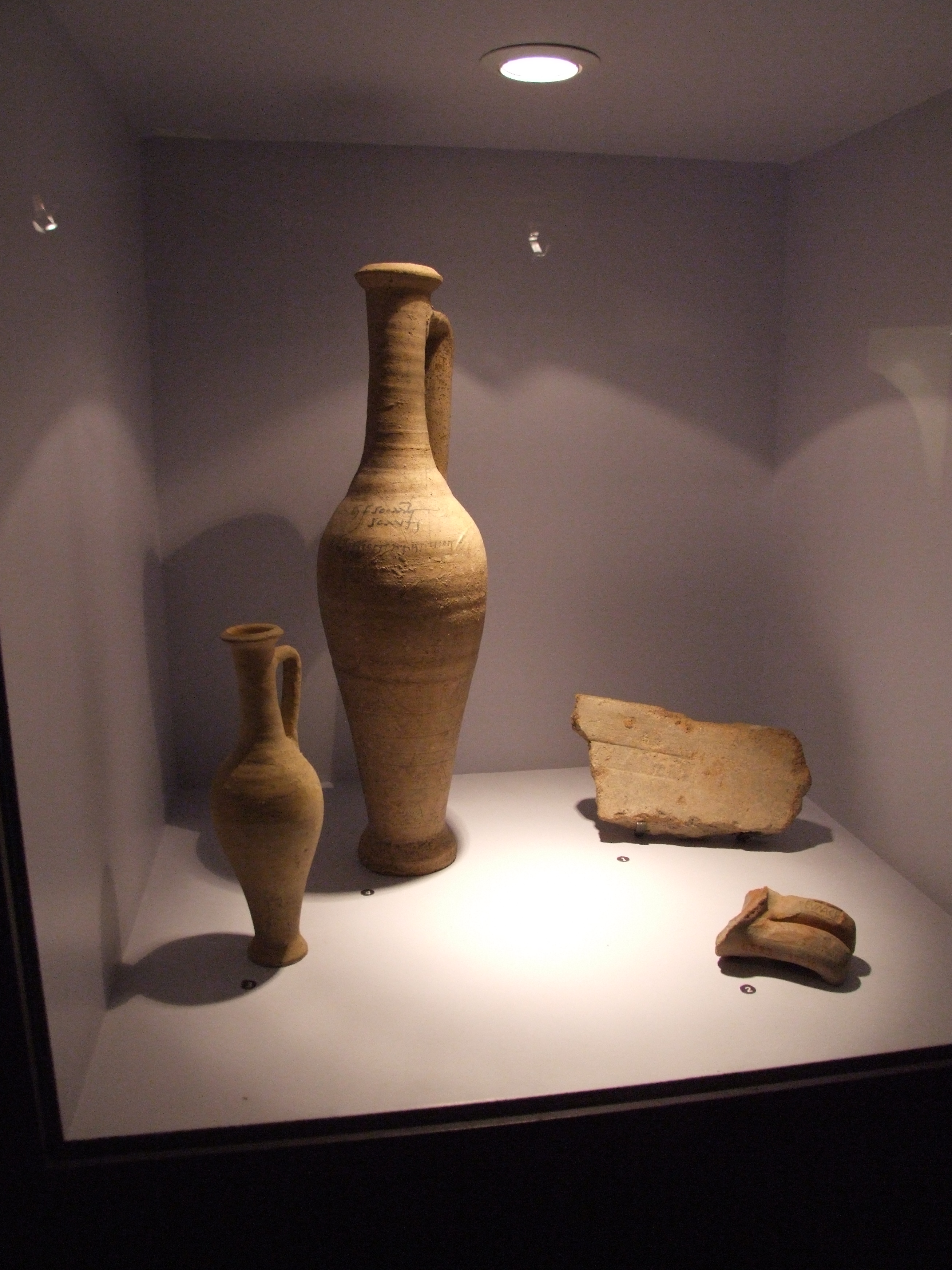
Gefäße zur Aufbewahrung von Garum (urcei) aus Pompeji

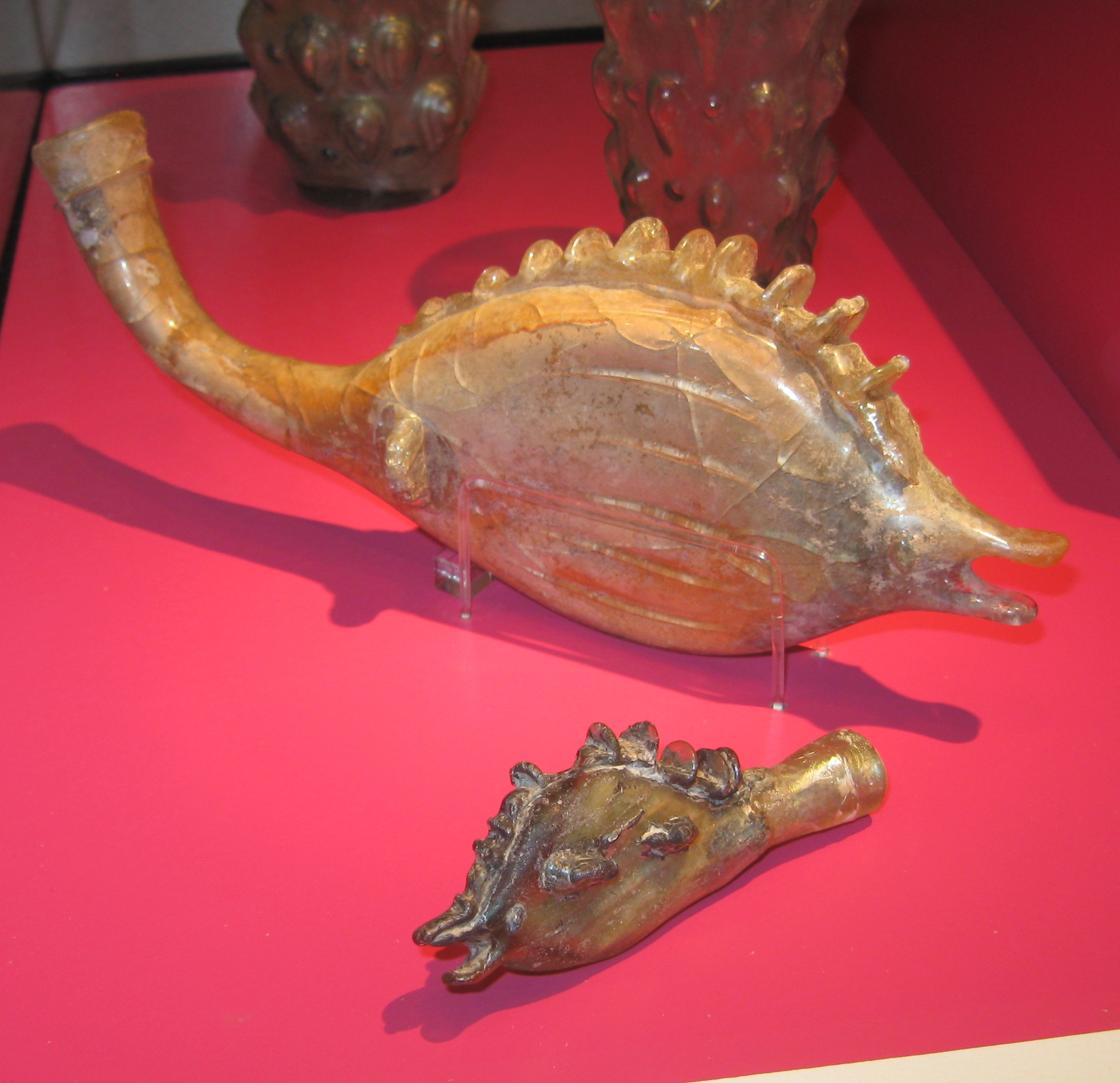
Gläserne Ampullen in Fischform, die Garum enthielten (Mittelmeerraum, 1. Jahrhundert n. Chr.)

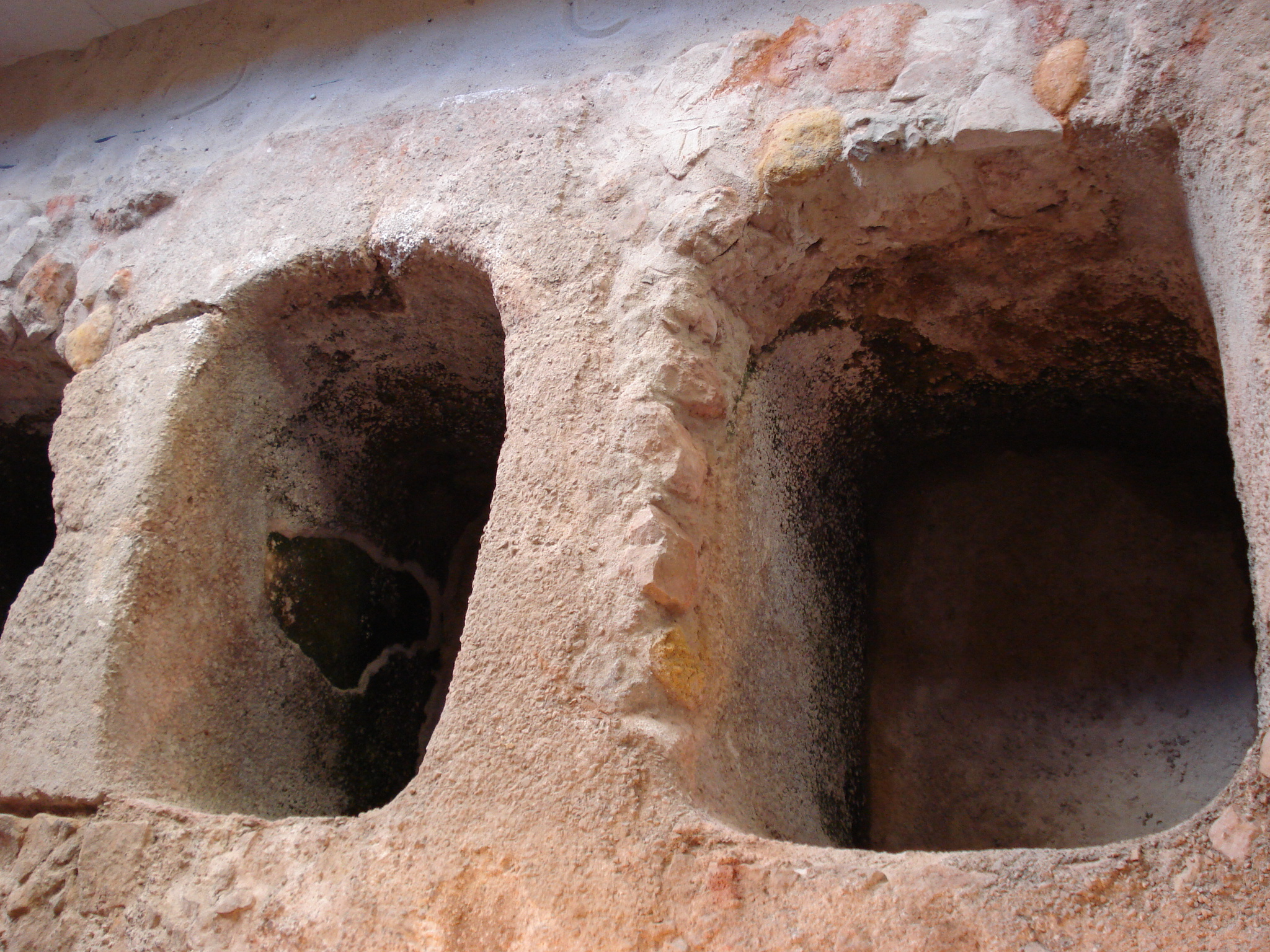
Becken einer Garum-Fabrik in Setúbal, Portugal

Garum (auch Liquamen) war das Standardgewürz in der antiken römischen Küche. Diese Würzsoße wurde für salzige und süße Speisen verwendet, etwa in der Häufigkeit, wie heutzutage Fischsoße und Sojasauce in den asiatischen Küchen verwendet werden.
Das Garum der Antike fand auch in der Spätantike bzw. im Frühmittelalter (belegbar etwa mit einer Urkunde Chlotars III. für das 7. Jahrhundert) Verwendung, sein Gebrauch ist aber anhand von Glossaren noch für das gesamte Mittelalter anzunehmen.

## Herkunft
Garum erfreute sich in der römischen Küche größter Beliebtheit. Der Ursprung wird entweder in Griechenland oder Karthago vermutet. Für eine griechische Herkunft sprechen die schriftlichen Quellen. Der Name Garum leitet sich demnach über Garos vom griechischen Wort Gauros (Γαύρος) für die Europäische Sardelle (Engraulis encrasicolus) ab, die ursprünglich für die Produktion von Garum verwendet wurde (Plinius: [garum] olim conficiebatur ex pisce quem Graeci garon vocabant, deutsch: „Garum wurde einst aus einem Fisch hergestellt, den die Griechen garon nannten“). Doch kannten auch die Phönizier solche Soßen.
Für eine nordafrikanische Herkunft spricht, dass die Nachweise für Produktion schwerpunktmäßig in den ehemals punischen Gebieten Portugals (auf der Halbinsel Tróia), Spaniens und Nordafrikas (u. a. Neapolis) vorliegen. Zudem liegen die frühesten Nachweise für Garum in einer Zeit, in der diese Gebiete römische Provinzen wurden. Die früheste Erwähnung im Lateinischen findet sich bei Varro in de lingua latina.

## Herstellung
Garum war eine Flüssigkeit, die dadurch entstand, dass man Fische wie Thunfisch, Europäische Sardelle, Aal, Makrele, Schnauzenbrassen (Spicara smaris) und andere einschließlich ihrer Eingeweide mit Salzlake vermischte und in offenen Becken teilweise monatelang der Sonne aussetzte. Dabei wurde das Fischeiweiß durch in den Eingeweiden enthaltene Enzyme abgebaut. Bei konstant gehaltener Temperatur von ca. 40 °C ist die Fermentation nach ca. einer Woche abgeschlossen. Dieses Gemisch wurde dann ausgepresst und mehrfach gefiltert, bis man eine klare, bernsteinfarbene Flüssigkeit erhielt. Der zurückbleibende Satz wurde als allec bezeichnet. Während das Endprodukt einen feinen, charakteristischen Geruch hat, war die Geruchsbelästigung während der Produktion beträchtlich, weshalb die Produktionsstätten für Garum außerhalb der Ortschaften lagen. Der Herstellungsprozess wird in mehreren antiken Quellen beschrieben.
Bei der Ausgrabung von Pompeji entdeckte man Amphoren mit Garum, die die regional verwendeten Fischarten (Sardellen) und Gewürze enthielten, insbesondere Rosmarin und Koriander.

## Variationen
Garum wurde als Oberbegriff für verschiedene Varianten von Fischpasten in verschiedenen Preisklassen gebraucht, wie Salsamenta, Liquamen, Muria oder Hallex. Als exquisiter Luxusartikel galt etwa das Garum, das aus gesalzenem Thunfisch aus Byzanz hergestellt wurde. Demgegenüber zeichnete sich Hallex, als billiges Produkt, dadurch aus, dass zu seiner Herstellung jedwede Art Fisch oder derjenige Fischabfall dienen konnte, der bei der Herstellung von hochwertigem Garum entstand.
Für die Römer war es ein gängiges Gewürz in der allgemeinen und gehobenen Küche. Im römischen Kochbuch De re coquinaria des Caelius Apicius aus dem 1. Jahrhundert wird Garum für die meisten Rezepte benötigt. Gemischt mit Wein (oenogarum), Essig (oxygarum), Pfeffer und anderen Gewürzen (garum piperatum), Speiseöl (oleogarum) oder Wasser (hydrogarum), wurde Garum zum Verfeinern vieler Speisen verwendet. Zusätzlich galt Garum in der Medizin als Heilmittel bei zahlreichen Leiden wie Hundebissen, Geschwüren, Darmgrippe und Durchfall.
Die bei Apicius erwähnten Variationen sind als Aufschrift der zum Transport verwendeten Amphoren (tituli picti) archäologisch so gut wie nicht belegt. Häufiger finden sich dagegen Zusätze zur Reinheit (per se oder castum). Weitere Bezeichnungen nennen Reifegrad (flos – „die Blüte“, selten vetus – „gereift, alt“), Qualität (optimum, primum, secundum), oder den Fisch, aus dem es hergestellt wurde (scombri). Fast ein Markenprodukt im heutigen Sinne stellt dabei das im Fundmaterial häufig vertretene garum sociorum dar, das wohl aus dem Gebiet von Carthago Nova (heute Cartagena an der spanischen Mittelmeerküste) stammt, vornehmlich aus Makrelen hergestellt und von einer Gesellschaft vertrieben wurde. Plinius der Ältere überliefert in seiner Naturalis historia einen Preis von 1.000 Sesterzen für 2 Congii garum sociorum, nach heutigen Maßstäben etwa 1.500 - 3.000 Euro je Liter.
Der Begriff liquamen taucht erst im 1. Jahrhundert n. Chr. auf und hat wahrscheinlich später den Begriff Garum ersetzt. Auf Fischsoßenbehältern aus Pompeji dominiert noch das Garum im Verhältnis 2:1. In spätantiken Quellen wie dem Höchstpreisedikt Diokletians findet sich nur noch liquamen, ebenso im Kochbuch des Apicius, dessen endgültige Form erst gegen Ende des 4. Jahrhunderts entstand.
Allec (auch Halles oder Allex) bezeichnet die beim Absieben der Flüssigkeit zurückbleibenden Feststoffe. Der Beschreibung der Fischsoßen bei Plinius zufolge soll auch dieses zu einem Luxusartikel geworden sein. Wahrscheinlich bezog er sich auf hochwertigere Sorten des allec. Dies wurde nämlich auf den tituli picti der Amphoren mit den Qualitätszusätzen wie etwa optimum versehen, seltener mit Zusätzen des Reifegrades (z. B. flos), wie wir sie von den anderen Fischsoßen kennen. Plinius erwähnt auch, dass allec der faex (Auswurf) des Garum sei. Nicht ganz geklärt ist der Begriff muria (wahrscheinlich ursprünglich eine Salzlake), der oft im Kontext der Fischsoßen genannt wird, etwa auf den tituli picti der üblichen Fischsoßenamphoren.

## Handel
Der Unternehmer Aulus Umbricius Scaurus ist aus Pompeji als Garumproduzent im großen Stil durch verschiedene Quellen fassbar. Sein Name, der seiner Familienangehörigen, Sklaven oder Freigelassenen erscheint auf 31 % aller in Pompeji und Herculaneum gefundenen Fischsoßenbehälter. In einem größeren Wohngebäude in der Nähe der Porta Marina, Region VII, 16 (Insula Occ.), Eingänge 12–15, wurden Mosaiken mit Fischsoßenbehältern entdeckt, die den Namen des Scaurus tragen. Das vermutliche Grabmal der Familie wurde an der Gräberstraße vor dem Herculaneum-Tor lokalisiert. Eine Inschrift erwähnt dort wahrscheinlich den verstorbenen Sohn des A. Umbricius Scaurus, dem als Duumvir ein Grabmal von den Dekurionen zuerkannt wurde. Auf den Garumhändler Scaurus bezieht sich möglicherweise eine kurze Erwähnung im Satyricon des Petronius während des Gastmahls des Trimalchio.
Innerhalb der Stadtgrenzen von Pompeji wurden keine ausgesprochenen Produktionsstätten gefunden, woraus die Ausgräber schlossen, dass sie außerhalb der Stadtgrenzen lagen, wo letztlich im städtischen Umkreis auch der sogenannte „garum shop“ entdeckt wurde. Gegenwärtig kann man ausgegrabene Garum-Manufakturen in Baelo Claudia (Spanien) und in Lixus (Marokko) besichtigen. Garum war ein Exportschlager, der weit in das Römische Reich exportiert wurde: So wurden im römischen Militärlager Haltern (Kreis Recklinghausen) Garum-Amphoren aus Spanien gefunden; Garum aus der Provinz Lusitania im heutigen Portugal, das über den Hafen Lacobriga (Lagos) verschifft wurde, erzielte Höchstpreise auf den Märkten in Rom.
Mehrere tituli (Aufschriften), die auf Amphoren in der Nähe der Castra praetoria in Rom gefunden wurden, belegen wahrscheinlich eine Familie, die in diesem Geschäft tätig war. Eine ganze Reihe von Amphoreninschriften nennt die Namen des Aulus bzw. Gaius Atinius. Zwei Inschriften aus Colijnsplaat (Gemeinde Zierikzee, Provinz Zeeland) in den Niederlanden nennen zwei negotiatores allecarii.

## Garum heute
Will man heute antike römische Rezepte nachkochen, kann man Garum durch hochwertige asiatische Fischsoßen wie das Nuoc Mam ersetzen; Carl Friedrich von Rumohr stellte 1822 als Erster die Beziehung zwischen den beiden Fischsaucen fest.
Eine traditionell weitergeführte und verfeinerte Variante des Garum wird an der Amalfiküste zwischen Neapel und Salerno hergestellt und ist in Süditalien als Colatura di Alici erhältlich, die vorzugsweise nur aus Sardellen gewonnen wird. Der Zusatz anderer Fischarten beeinflusst zwar die Geschmacksrichtung, ist aber kein grundsätzliches Qualitätskriterium. Zur Anregung, Beschleunigung und Steuerung der Fermentation werden der Würzlake alte, bereits ausgepresste Anchovis (Sardellen) zugesetzt.
In der Umgebung Nizzas wird das aus dem Garum entwickelte Pissalat bis heute hergestellt und in der regionalen Küche vielseitig eingesetzt, besonders in der lokal typischen Pissaladière, deren Name sich auch von der Soße ableitet. Der Name ist abgeleitet von peis salat in der in Nizza gebräuchlichen Form des Okzitanischen, dem sogenannten Nissart, und bedeutet „gesalzener Fisch“. Die Herstellung ähnelt noch heute der des antiken Garum, wobei Sardellen und Anchovis abwechselnd mit Salz geschichtet in einem verschlossenen Tongefäß in der Sonne fermentiert werden.
Eine dem Garum ähnliche Lake bildet die historische Grundlage der englischen Worcestershiresauce von Lea & Perrins (seit 1837), die in ihrer heutigen Form das Garum ersetzen kann.
Vincent Klink hat zudem eine auf eingelegten Sardellen, getrockneten Steinpilzen und Algen basierende Soße als Ersatz vorgeschlagen.